# خورشیدگرفتگی ۹ ژوئیه ۱۹۴۵
خورشیدگرفتگی ۹ ژوئیه ۱۹۴۵ (به انگلیسی: Solar eclipse of July 9, 1945) یک خورشیدگرفتگی از نوع خورشیدگرفتگی کامل است. این خورشیدگرفتگی در تاریخ ۹ ژوئیه ۱۹۴۵ میلادی (‎۱۸ تیر ۱۳۲۴ خورشیدی) روی داد که زمان اوج آن، ساعت ۱۳:۲۷:۴۶ به‌وقت ساعت هماهنگ جهانی بوده‌است. مدت زمان و طول این خورشیدگرفتگی ۱ دقیقه و ۱۵ ثانیه بود.